# Harry Bartell
Harry Bartell (New Orleans, 28 novembre 1913 – Ashland, 26 febbraio 2004) è stato un attore statunitense.
È apparso in 12 film dal 1943 al 1965 ed ha recitato in più di 50 produzioni per il teleschermo dal 1952 al 1975.

## Biografia
Iniziò come annunciatore e interprete alla radio, in particolare come interprete di radiodrammi. Fu una delle voci più popolari tra gli anni quaranta e gli anni 60 e partecipò a serie quali Escape e la popolare Gunsmoke, oltre ad alcune delle più note serie radiofoniche western del periodo. Debuttò al cinema agli inizi degli anni quaranta e in televisione agli inizi degli anni cinquanta.
Dagli anni cinquanta agli anni settanta collezionò numerose presenze in decine di serie televisive come guest star o personaggio minore, talora con ruoli diversi in più di un episodio, come in 13 episodi di Dragnet, tre episodi di Lucy ed io, tre episodi di Letter to Loretta, tre episodi di Four Star Playhouse, tre episodi di The Rebel, 10 episodi di Gunsmoke, e sette episodi di Dragnet 1967. Prese parte anche a un episodio della serie classica di Ai confini della realtà. La sua carriera cinematografica vanta varie interpretazioni tra cui quelle di Joe in Vita inquieta (1953), il tenente Tech Stevens in Mandato di cattura (1954), Boland in Pioggia di piombo (1954), padre Bonelli in La rapina del secolo (1955), Sam Green in Johnny Concho (1956), Conrad Hertz in La gang della città dei divorzi (1957), Harry Graham in Gli evasi del terrore (1958) e Tom Walsh in Infamia sul mare (1958).
Terminò la carriera televisiva interpretando Phillip Ganzer nel film TV Mobile Two che fu mandato in onda nel 1975. Per quanto riguarda le interpretazioni per il grande schermo, l'ultima è quella nel film Un'idea per un delitto (1965) in cui recita nel ruolo di un detective. Morì a Ashland, in Oregon, il 26 febbraio 2004.

## Filmografia

### Cinema
- Destinazione Tokyo (Destination Tokyo) (1943)
- La tua bocca brucia (Don't Bother to Knock) (1952)
- Il magnifico scherzo (Monkey Business) (1952)
- Vita inquieta (The Girl Who Had Everything) (1953)
- Mandato di cattura (Dragnet), regia di Jack Webb (1954)
- Pioggia di piombo (Black Tuesday) (1954)
- La rapina del secolo (Six Bridges to Cross) (1955)
- Johnny Concho (1956)
- La gang della città dei divorzi (Affair in Reno) (1957)
- Gli evasi del terrore (Voice in the Mirror) (1958)
- Infamia sul mare (The Decks Ran Red) (1958)
- Un'idea per un delitto (Brainstorm) (1965)

### Televisione
- Missione pericolosa (Dangerous Assignment) – serie TV, un episodio (1952)
- Dragnet – serie TV, 13 episodi (1952-1955)
- Lucy ed io (I Love Lucy) – serie TV, 3 episodi (1952-1955)
- Letter to Loretta – serie TV, 3 episodi (1953-1956)
- Four Star Playhouse – serie TV, 3 episodi (1953-1956)
- Cavalcade of America – serie TV, un episodio (1954)
- Studio 57 – serie TV, un episodio (1954)
- Crusader – serie TV, 2 episodi (1955-1956)
- I Married Joan – serie TV, un episodio (1955)
- The Star and the Story – serie TV, episodio 1x18 (1955)
- TV Reader's Digest – serie TV, episodio 2x08 (1955)
- I segreti della metropoli (Big Town) – serie TV, un episodio (1955)
- Gunsmoke – serie TV, 10 episodi (1956-1966)
- Telephone Time – serie TV, episodio 2x10 (1956)
- Avventure in elicottero (Whirlybirds) – serie TV, 2 episodi (1957-1959)
- General Electric Theater – serie TV, episodio 5x29 (1957)
- I racconti del West (Zane Grey Theater) – serie TV, un episodio (1957)
- The Walter Winchell File – serie TV, un episodio (1957)
- Code 3 – serie TV, un episodio (1957)
- Have Gun - Will Travel – serie TV, 3 episodi (1958-1959)
- Il tenente Ballinger (M Squad) – serie TV, 2 episodi (1958-1960)
- The Veil – miniserie TV, un episodio (1958)
- The Court of Last Resort – serie TV, episodio 1x16 (1958)
- The Adventures of Jim Bowie – serie TV, un episodio (1958)
- Peter Gunn – serie TV, episodio 1x11 (1958)
- Markham – serie TV, 2 episodi (1959-1960)
- The Rebel – serie TV, 3 episodi (1959-1961)
- Gli intoccabili (The Untouchables) – serie TV, 2 episodi (1959-1961)
- Behind Closed Doors – serie TV, un episodio (1959)
- Richard Diamond (Richard Diamond, Private Detective) – serie TV, un episodio (1959)
- Bonanza - serie TV, episodio 1x02 (1959)
- Troubleshooters – serie TV, un episodio (1959)
- Black Saddle – serie TV, un episodio (1959)
- Hawaiian Eye – serie TV, episodio 1x10 (1959)
- The Lineup – serie TV, un episodio (1960)
- Ai confini della realtà (The Twilight Zone) – serie TV, un episodio (1960)
- Laramie – serie TV, un episodio (1960)
- Tales of Wells Fargo – serie TV, un episodio (1960)
- The Texan – serie TV, episodio 2x41 (1960)
- Thriller – serie TV, episodio 1x11 (1960)
- Michael Shayne - serie TV episodio 1x09 (1960)
- Coronado 9 – serie TV, un episodio (1961)
- Outlaws – serie TV, un episodio (1961)
- The Law and Mr. Jones – serie TV, un episodio (1962)
- Perry Mason – serie TV, un episodio (1962)
- G.E. True – serie TV, episodio 1x27 (1963)
- Il fuggiasco (The Fugitive) – serie TV, un episodio (1963)
- Breaking Point – serie TV, un episodio (1963)
- The Third Man – serie TV, un episodio (1964)
- Selvaggio west (The Wild Wild West) – serie TV, 2 episodi (1965-1966)
- Branded – serie TV, episodio 1x04 (1965)
- Get Smart – serie TV, 2 episodi (1966-1967)
- Dragnet 1967 – serie TV, 7 episodi (1967-1970)
- Due avvocati nel West (Dundee and the Culhane) – serie TV, un episodio (1967)
- Dragnet 1966 – film TV (1969)
- The Partners – serie TV, un episodio (1971)
- Adam-12 – serie TV, un episodio (1974)
- Pepper Anderson agente speciale (Police Woman) – serie TV, un episodio (1974)
- Mobile Two – film TV (1975)